# Lekkoatletyka na Światowych Wojskowych Igrzyskach Sportowych 2019 – rzut młotem kobiet
Rzut młotem mężczyzn – jedna z konkurencji technicznych rozegranych w dniu 22 października 2019 roku podczas 7. Światowych Wojskowych Igrzyskach Sportowych na kompleksie sportowym WH FRSC Stadium w Wuhanie. Polaka Malwina Kopron zdobył brązowy medal wynikiem 67,12 m.

## Terminarz
| Data                      | Godzina (UTC+08:00) | Wydarzenie |
| ------------------------- | ------------------- | ---------- |
| 22 października 2019(dts) | 19:20               | Finał      |

## Rekordy
Tabela prezentuje rekord świata, a także rekord Igrzysk wojskowych (CSIM) przed rozpoczęciem mistrzostw.
|                                   | Zawodnik         | Wynik | Miejsce   | Data                     |
| --------------------------------- | ---------------- | ----- | --------- | ------------------------ |
| Rekord świata                     | Anita Włodarczyk | 82,98 | Warszawa  | 28 sierpnia 2016(dts)    |
| Rekord Igrzyska wojskowych (CSIM) | Zhang Wenxiu     | 74,87 | Mungyeong | 7 października 2015(dts) |

## Uczestnicy
Jedno państwo mogło wystawić dwie zawodniczki. Do zawodów zgłoszonych zostało 10 zawodniczek reprezentujących 8 kraje, sklasyfikowanych zostało 10. Złoty medal zdobyła Wang Zheng wynikiem 69,34 m.

## Medaliści
| Złoto              | Srebro                      | Brąz                    |
| Wang Zheng · Chiny | Martina Hrašnová · Słowacja | Malwina Kopron · Polska |

## Finał
| Pozycja | Zawodnik             | Reprezentacja | #1    | #2    | #3    | #4    | #5    | #6     | Rezultat | Uwagi |
| ------- | -------------------- | ------------- | ----- | ----- | ----- | ----- | ----- | ------ | -------- | ----- |
| 1. !    | Wang Zheng           | Chiny         | 67,18 | x     | 68,79 | 69,34 | 68,05 | x      | 69,34    |       |
| 2. !    | Martina Hrašnová     | Słowacja      | x     | 68,89 | 64,92 | 68,27 | x     | x      | 68,89    |       |
| 3. !    | Malwina Kopron       | Polska        | 64,54 | x     | x     | x     | x     | 67,12  | 67,12    |       |
| 4       | Jelizawieta Zariewa  | Rosja         | x     | 58,86 | 59,88 | 66,63 | x     | x      | 66,63    |       |
| 5       | Liu Tingting         | Chiny         | 60,65 | 65,61 | x     | x     | x     | x      | 65,61    |       |
| 6       | Bianca Perie         | Rumunia       | 64,95 | 65,32 | 61,35 | x     | 65,23 | 62,12' | 65,32    |       |
| 7       | Barbara Špiler       | Słowenia      | x     | 62,63 | x     | x     | 64,77 | 63,41  | 64,77    |       |
| 8       | Anastasija Kałamojec | Białoruś      | 61,92 | 58,92 | x     | 61,25 | 61,93 | x      | 61,93    |       |
| 9       | Sofia Pałkina        | Rosja         | 54,93 | 58,04 | 58,16 | NQ    | NQ    | NQ     | 58,16    |       |
| 10      | Iryna Kłymeć         | Ukraina       | 56,59 | 53,78 | 55,25 | NQ    | NQ    | NQ     | 56,59    |       |

Źródło: Wuhan